# Duplanychus sanctiluciae
Duplanychus sanctiluciae är en spindeldjursart som beskrevs av Meyer 1974. Duplanychus sanctiluciae ingår i släktet Duplanychus och familjen Tetranychidae. Inga underarter finns listade i Catalogue of Life.